# Malocampa nigriviridis
Malocampa nigriviridis är en fjärilsart som beskrevs av Paul Dognin 1911. Malocampa nigriviridis ingår i släktet Malocampa och familjen tandspinnare. Inga underarter finns listade i Catalogue of Life.